# Martin Haring
Martin Haring (ur. 24 grudnia 1986 w Zwoleniu) – słowacki kolarz szosowy, przełajowy i górski.
Haring oprócz kolarstwa szosowego uprawia również kolarstwo przełajowe i górskie – w obu tych dyscyplinach jest wielokrotnym mistrzem Słowacji, a jako przełajowiec startował też między innymi w mistrzostwach świata i Europy.

## Osiągnięcia

### Kolarstwo szosowe
Opracowano na podstawie:

2012
- 1. miejsce na 3. etapie Sibiu Cycling Tour

2015
- 1. miejsce w klasyfikacji górskiej Tour du Cameroun

2017
- 1. miejsce w górskich szosowych mistrzostwach Słowacji (jazda indywidualna na czas)

2018
- 2. miejsce w Tour du Cameroun
  - 1. miejsce na 4. etapie
- 3. miejsce w mistrzostwach Słowacji (jazda indywidualna na czas)
- 1. miejsce w klasyfikacji punktowej Okolo Slovenska

2020
- 1. miejsce w klasyfikacji górskiej In the footsteps of the Romans
- 2. miejsce w mistrzostwach Słowacji (jazda indywidualna na czas)
- 1. miejsce w Tour de Serbie

## Rankingi
| Rok             | 2007  | 2008 | 2009 | 2010 | 2011 | 2012 | 2013 | 2014 | 2015 | 2016  | 2017  | 2018  | 2019  | 2020 | 2021  | 2022  |
| --------------- | ----- | ---- | ---- | ---- | ---- | ---- | ---- | ---- | ---- | ----- | ----- | ----- | ----- | ---- | ----- | ----- |
| World Ranking   |       |      |      |      |      |      |      |      |      | 1651. | 1191. | 1125. | 1843. | 302. | 1422. | 2288. |
| UCI Europe Tour | 1108. | -    | -    | -    | -    | 903. | -    | -    | -    | 1102. | 1071. | 1183. | 1212. | 250. | 1012. | 1436. |
| UCI Africa Tour | -     | -    | 71.  | 163. | -    | -    | -    | -    | 178. | -     | 115.  | 83.   |       |      |       |       |
|                 |       |      |      |      |      |      |      |      |      |       |       |       |       |      |       |       |
| Źródło: UCI     |       |      |      |      |      |      |      |      |      |       |       |       |       |      |       |       |